# بوليلاني مابهاي
بوليلاني مابهاي (مواليد 1974) المعروف باسم وحش ثوليني هو قاتل متسلسل ومغتصب من جنوب أفريقيا حُكم عليه بقتل 20 شخصًا.

## القتل والحكم
من مايو 2007 إلى 11 أغسطس 2012 قتل مابهاي 10 نساء و9 أطفال في قرية ثوليني في الكاب الشرقية. كما قُتلت امرأة من بلدة أخرى. اقتحم المنازل ليلا حيث لم يكن هناك رجال. ثم اغتصب بعض ضحاياه ثم قتلهم بفأس أو بانجا.
أصغر ضحيته كان يبلغ من العمر 14 شهرًا وأكبره يبلغ من العمر 79 عامًا.
في 17 مايو 2010 تم فحص مابهاي ورجال محليين آخرين تزيد أعمارهم عن 16 عامًا وأخذت بصمات أصابعهم. لم يتم أخذ بصمات مابهاي لأنه لم يكن لديه هوية معه. تم القبض عليه في النهاية عندما ترك حذاء في مسرح الجريمة. كانت عينة اللعاب المأخوذة في عام 2010 حاسمة في تحديد الهوية.
وأدين مابهاي بارتكاب 20 جريمة قتل و6 اغتصاب و10 سطو. وحكم عليه في 3 سبتمبر 2013 بالسجن 25 عاما المؤبد.